# Chinasa Gloria Okoro
Chinasa Gloria Okoro (* 8. Dezember 1987 in Owerri, Nigeria) ist eine äquatorialguineisch-nigerianische Fußballspielerin.

## Karriere
Chinasa begann ihre Profikarriere 2005 bei den Rivers Angels. Nachdem sie bei der Fußball-WM der Frauen 2011 in Deutschland bei ihren zwei Einsätzen für die äquatorialguineische Fußballnationalmannschaft der Frauen überzeugt hatte, wechselte sie am 25. Juli 2011 zum polnischen Erstligisten RTP Unia Racibórz. In ihrer ersten Saison avancierte sie zur Toptorjägerin des RTP Unia Racibórz und verhalf dem Team mit 20 Toren zur Titelverteidigung. Zudem erzielte sie beim 3:1-Pokalsieg ihres Teams RTP Unia Racibórz gegen KKPK Medyk Konin ein Tor.

### International
Die gebürtige Nigerianerin Okoro ist seit 2006 A-Nationalspieler für die äquatorialguineische Fußballnationalmannschaft der Frauen und nahm an der Fußball-Weltmeisterschaft der Frauen 2011 in Deutschland teil. Dort spielte sie in 2 Spielen, konnte aber kein Tor erzielen. Okoro gab ihr Debüt im Rahmen der Qualifikation für die Fußball-Afrikameisterschaft der Frauen 2006 und nahm am Endturnier teil. Bei ihrer zweiten Teilnahme an der Fußball-Afrikameisterschaft der Frauen 2008 konnte sie mit dem Team aus Äquatorialguinea das Turnier gewinnen. Bei ihrer dritten und bislang letzten Teilnahme an der Fußball-Afrikameisterschaft der Frauen 2010 wurde sie Vizeafrikameister nach der Finalniederlage gegen die nigerianische Fußballnationalmannschaft der Frauen.

## Erfolge
- Federations Cup: 2010, 2011
- Fußball-Afrikameisterschaft der Frauen: 2008, 2012
- polnische Torjägerkanone: 2012 (20 Tore)[10]
- Polnische Fußballmeisterschaft der Frauen: 2012
- Polnische Fußballpokalsieger der Frauen: 2012
- Women Professional Football League: 2010